# Josef Červenka (hobojista)
František Josef Červenka, v zahraniční literatuře znám jako Joseph Czerwenka (6. září 1759, Benátky nad Jizerou – 23. června 1835, Vídeň/Josefstadt) byl český hobojista působící ve Vídni.

## Život
František Červenka se narodil v Benátkách nad Jizerou 6. září 1759 jako syn jisté Kateřiny. Jeho bratři byli také hudebníci František / Franz (1745–1801) byl fagotista a Theodor (1761–1827) hobojista a skladatel.
Pravděpodobně následoval svého bratra Františka, když odešel do Prahy. Schillingova hudební encyklopedie uvádí, že jeho prvním učitelem byl Johann Stiasny (starší), první hobojista v divadelním orchestru a popisovaný jako „jeden z nejznamenitějších mistrů na svůj nástroj v celém minulém [18.] století“. Stiasny byl pravděpodobně tím hobojistou, na pro něho Mozart psal v letech 1786-87 Dona Giovanniho. Stiasny zemřel asi o rok později v Praze.

### Kariéra
Od roku 1779 působil ve Slezsku, kde byl zaměstnán v kapele vratislavského knížete-biskupa Filipa Gottharda ze Schaffgotsche, kterou vedl Karl Ditters z Dittersdorfu a od roku 1784 v orchestru knížete Mikuláše Josefa Esterházyho pod vedením Josepha Haydna. 
V roce 1794 se usadil ve Vídni, kde studoval u českého hobojisty Josefa Triebenseeho a hrál společně s ním a Janem Nepomukem Ventem v divadle U Korutanské brány. Od roku 1801 hrál ve Vídeňské dvorní kapele. V té době bydlel v domě poblíž Schottengasse.
V roce 1822 odešel Josef Červenka do penze a dne 23. června 1835 ve Vídni zemřel. 

### Přijetí a odkaz
Červenka byl ve své době velmi uznávaným hobojistou. Hrál v prvním provedení v roce 1797 Tria pro dva hoboje a anglický roh, op. 87 Ludwiga van Beethovena. Beethovenovy Variace na „Là ci darem la mano“ z Mozartovy opery Don Giovanni, WoO 28, pro stejné nástroje, byly napsány přímo pro něj. 
S největší pravděpodobností také tištěné informace o osobě bratra Františka Červenky a dalších hudebníků té doby poskytl Josef Červenka v době, kdy Ignaz Castelli a Ignaz Ritter von Seyfried ve 30. letech 19. století sestavovali životopisná hesla Vídeňanů. Tyto informace se pak odrazily v Encyklopedii Gustava Schillinga Universal-Lexicon der Tonkunst vydané ve Stuttgartu, v letech 1835-1838.